# Манжура Іван Іванович
Іва́н Іва́нович Манжу́ра (* 20 жовтня (1 листопада) 1851, Харків — † 3 (15) травня 1893, Катеринослав) — український поет, фольклорист, етнограф, журналіст, лексикограф, перекладач з російської та німецької мови. Також історик і соціолог, професійний збирач гербаріїв флори Катеринославщини.
Літературний псевдонім Іван Калічка. За світосприйняттям — сковородинець.
Племінник мовознавця Олександра Потебні.

## Біографія
Іван Манжура народився 20 жовтня (1 листопада за новим стилем) 1851 року в Харкові в родині дрібного чиновника із зубожілих шляхтичів. Після смерті матері, коли хлопчикові було 5 років, зі своїм вільнодумним батьком, який часто лишався без роботи, вони роками поневірялись містами і селами Катеринославщини і Харківщини.
Так, 1860 батько привів дев'ятилітнього хлопця до села Боромля, що поблизу Тростянця, аби віддати в науку до місцевого купця. Але малий Іван вже тоді показав батьківський характер, і вже у старшому віці з гумором згадував:
| Вырвавшись на волю, я в буквальном смысле слова побежал; бежал я долго, вплоть до вечера, ничего не евши, хотя бросил Боромлю, помню, часов в 10 утра... |

### Освіта
1865 Івана взяла на виховання рідна тітка по матері — дружина відомого українського філолога Олександра Потебні. Саме вона віддає його на навчання за державний кошт до Харківської гімназії, звідки його незабаром виключили за «непокору».
1870 стає вільним слухачем Харківського ветеринарного інституту, але 1872 його, як «неблагонадійного», виключають без права вступу до будь-якого вищого навчального закладу. З того часу мандрував по селах і містечках Харківської і Катеринославської губерній, вів напівзлиденний спосіб життя.

### Мандрований вчений
Після Іван Манжура живе переважно на Катеринославщині. Посідаючи різні дрібні посади, сяк-так заробляє собі на хліб, часто міняє місце роботи, постійно мандрує по селах, містечках, мешкає серед убогого люду, пильно приглядається до його життя, переймається радощами і болями простих смертних. Саме тоді розпочинається систематична діяльність Івана Манжури як фольклориста й етнографа, відданість якій він зберіг до кінця своїх днів.
Незабаром він налагоджує зв'язки з Південно-Західним відділом Російського географічного товариства в Києві, надсилає туди свої численні записи пісень та казок. Багато зібраних ним фольклорних матеріалів опубліковано у виданнях цього відділу та на сторінках деяких тогочасних періодичних видань («Киевская старина», «Степь», «Этнографическое обозрение»). Тоді ж його обирають дійсним членом Історико-філологічного товариства при Харківському університеті. Манжура активно листувався із Потебнею:
| Путаю я свої адреса – як заєць сліди. ...Дожить почти до сорока лет и сохранить чисто какие-то детские, безпечальные, повидимому, воззрения на жизнь! Оглянувшись, видишь за собой только полнейшее неумение жить, как люди, - без опеки, да еще строгой, а такой нигде кругом не видно, ані роду, ані плоду, ні теплого коло тебе серця, та й нащо воно тепер, коли чоловік став уже на якусь звіряку схожий... Коли б не те серце тепле, про котре я тілько сам знаю та котре світиться у моїх віршах, далебі, і самому б на себе противно дивитись було б... та мені здається, хоч і стоїмо ми далеко на їнших кінцях тієї “житейськой” драбини, але я ріднішого по духу собі чоловіка кругом не чую... |
Ключову роль у творчому становленні Манжури відіграв все той же Олександр Потебня — чоловік рідної тітки. Він пише про Манжуру як про одного з найталановитіших українських поетів, оригінального фольклориста. Саме Потебня редагував і вірші, і фольклорні записи Івана Манжури, надсилав йому необхідні для роботи книги. Фактично, вчений утримував мандрованого поета матеріально і без його допомоги ім'я Манжури було б невідомим в Україні.
У середині 1870-х років на Балканах розгорівся визвольний рух проти Османської імперії. Іван Манжура піддався пропаганді слов'янофілів і в числі інших добровольців з України відбуває до Сербії. Після поранення повернувся на батьківщину, де продовжує вести злиденний спосіб життя.
.

Барельєф І. І. Манжури на будинку книгарні у Дніпрі

1884 року оселився в Катеринославі (нині Дніпрі), де мешкав у живописній лівобережній Мануйлівці. Тут його прихистив журналіст, літератор Микола Васильович Биков, автор біографічного нарису «Ів. Ів. Манжура, український етнограф і поет (1851–1893)». Вже після смерті поета, 1910 року, він розкрив фінансове джерело частих та продуктивних етнографічних мандрівок Манжури:
| «Ним (Манжурою) зацікавився один інтелігентний поміщик у Катеринославській губернії й запросив його до себе жити. Це було на початку 70-х років, і цей поміщик Іван Григорович Василенко, відомий у 70-х і 80-х роках земський діяч, губернський гласний Катеринославського земства й повітовий гласний Олександрівського земства. Василенко ж навів його на думку і дав кошти пройти Катеринославською губернією, записуючи казки та пісні. Манжура два роки мандрував як фольклорист» |.
Співробітничав у газеті «Екатеринославский листок», в журналі «Степь». Про авторитет Івана Манжури як діяча вітчизняного народознавства красномовно свідчить те, що у 1887 році його було обрано дійсним членом Харківського історико-філологічного товариства (яке, до речі, у 1890 році видало і його винятково цінний фольклорний збірник «Сказки, пословицы и т. п., записанные в Екатеринославской и Харьковской губ. И. И. Манжурою»), а пізніше (1891 р.) — дійсним членом Товариства аматорів природознавства, антропології та етнографії при Московському університеті.
Взагалі, у 1880-1890-ті Манжура був у центрі українського культурного життя Катеринослава. Серед творчої інтелігенції, яка об'єдналася навколо літературно-громадської газети з поетичною назвою «Степь» — О.Єгоров, М.Биков, Я.Новицький, Г.Залюбовський, І.Акінфієв — високо цінувався поетичний талант Манжури. Він приятелював з українським письменником Олександром Кониським, драматургом Марком Кропивницьким, акторами М.Садовським та М.Заньковецькою.
У 1885–1886 роках Іван Манжура написав казку-поему «Трьомсин-богатир» про безстрашність запорозьких козаків (надрукована 1913). 1889 вийшла збірка віршів «Степові думи та співи». Писав твори під літературним псевдонімом Іван Калічка (з ним дебютував як поет на сторінках газети «Степь» віршем «Босяцька пісня» у 1885).
Другу збірку «Над Дніпром», книгу казок і легенд у віршах «Казки і приказки і таке інше», а також казки-поеми не пропустила царська цензура, тож при житті автора вони не друкувалися. Навіть видані твори істотно калічилися московською шовіністичною владою. Так, Київський цензурний комітет червоним олівцем викреслював цілі абзаци, де мова йшла про історичне минуле України, під заборону потрапляли слова «запорожець», «козак», «Січ».

### Перекладач
Поет перекладав російських поетів М.Некрасова, Я.Полонського, письменника Льва Толстого, німецьких поетів Гайне і Гете. Великоруською мовою переклав українські народні казки «Хромая уточка», «Как лисичка на базаре побівала», «Лисичка і дятел», тощо.

### Оцінка творчості
Як етнограф і фольклорист Манжура зібрав багато матеріалів — від обрядових танків і веснянок до соціально-побутових пісень — чумацьких, наймитських, робітничих. Записи Манжури зроблені акуратно, чітко, дбайливо, навіть педантично. Зроблені ним унікальні записи народних пісень, казок, легенд, жартів, анекдотів та лексичний матеріал увійшли до раритетних фольклорних видань Володимира Антоновича і Михайла Драгоманова: «Исторические песни малорусского народа»(1875), збірок М.Драгоманова «Малорусские народне предания и рассказы»(1876), «Нові українські пісні про громадські справи.1764-1880» (1881), «Політичні пісні українського народу XVIII–XIX ст.» (1883).
1890 року вийшла збірка «Казки, приказки і таке інше, записані в Харківській та Катеринославській губерніях», 1894 року — «Малоросійські казки, перекази, прислів'я, повір'я, записані в Катеринославській губернії».
Високу оцінку творчості Манжури дали Олександр Потебня, Микола Сумцов, Іван Франко.
Сумський вчений Сергій П'ятаченко підкреслює «фірмовий» стиль фольклорної роботи Манжури, який запровадив філігранну паспортизацію кожного твору: «Часто Манжура супроводжував тексти пісень поясненнями малозрозумілих слів. Записуючи пісні, він зберігав характерні особливості вимови. Чимало записів містять зауваження щодо характеру пісні, обставин і часу їх виконання, наявності варіантів окремих слів чи рядків. Багаті своїм змістом, високохудожні і точні записи Івана Манжури…»
Всього Іван Манжура зібрав близько 900 українських пісень — серед них духовні твори, колядки, щедрівки, весільні, поховальні, про тварин. Більшість із них досі не надрукована.
Помер Іван Іванович Манжура 3 травня (15 травня за новим стилем) 1893 року в Катеринославі. Самотній, хворий, переслідуваний поліцією. Незадовго до смерті писав своєму катеринославському товаришу М. Бикову:
| Хорошо было бы получить порядочный куш вроде четвертной, можно было бы приодеться и устроиться, а то я яко благ, яко наг, перебиваюсь по пригородным мужикам и чувствую, что скоро-скоро подам жизненную отставку... |
Знепритомнів на одній з міських вулиць, був доставлений у земську лікарню (нині лікарня ім. Мечнікова), де згодом помер. Поховали поета як невідому особу на Севастопольському кладовищі. Некролог про вченого написав і розмістив у журналі Киевская старина славетний етнограф Микола Сумцов.

## Спадок Манжури у ХХ столітті
Поряд із багатьма видрукованими записами, значна частина великої фольклорної спадщини Манжури залишається невідомою. Його матеріали зосереджені у архівосховищах Києва, але великий збірник Манжури зберігається досі за кордоном, у Санкт-Петербурзі, у відділенні Архіву РАН.
Досить розлоге видання пісень у записах Манжури видали в часи російсько-більшовицької окупації України — вони виходили у Києві протягом 1930, 1950, 1955, 1961, 1972 років під редакцією І. Айзенштока, М. Бернштейна, І. Березовського. Унікальним є видання казки для молодшого шкільного віку 1958 (Київ, видавництво «Молодь»), ілюстрації до якої виконав художник Олександр Лопухов.
Також окремим виданням вийшли твори Манжури у видавництві «Музична Україна» (1974). Два роки перед тим біографічну повість про вченого видав В. Заремба («Іван Манжура», 1972).
Багаті за змістом, високохудожні за формою записи Манжури з теренів Слобідської України та колишніх територій Війська Запорізького Низового дала змогу низці вчених з'ясувати специфіку крайової народної культури України.

## Пам'ять

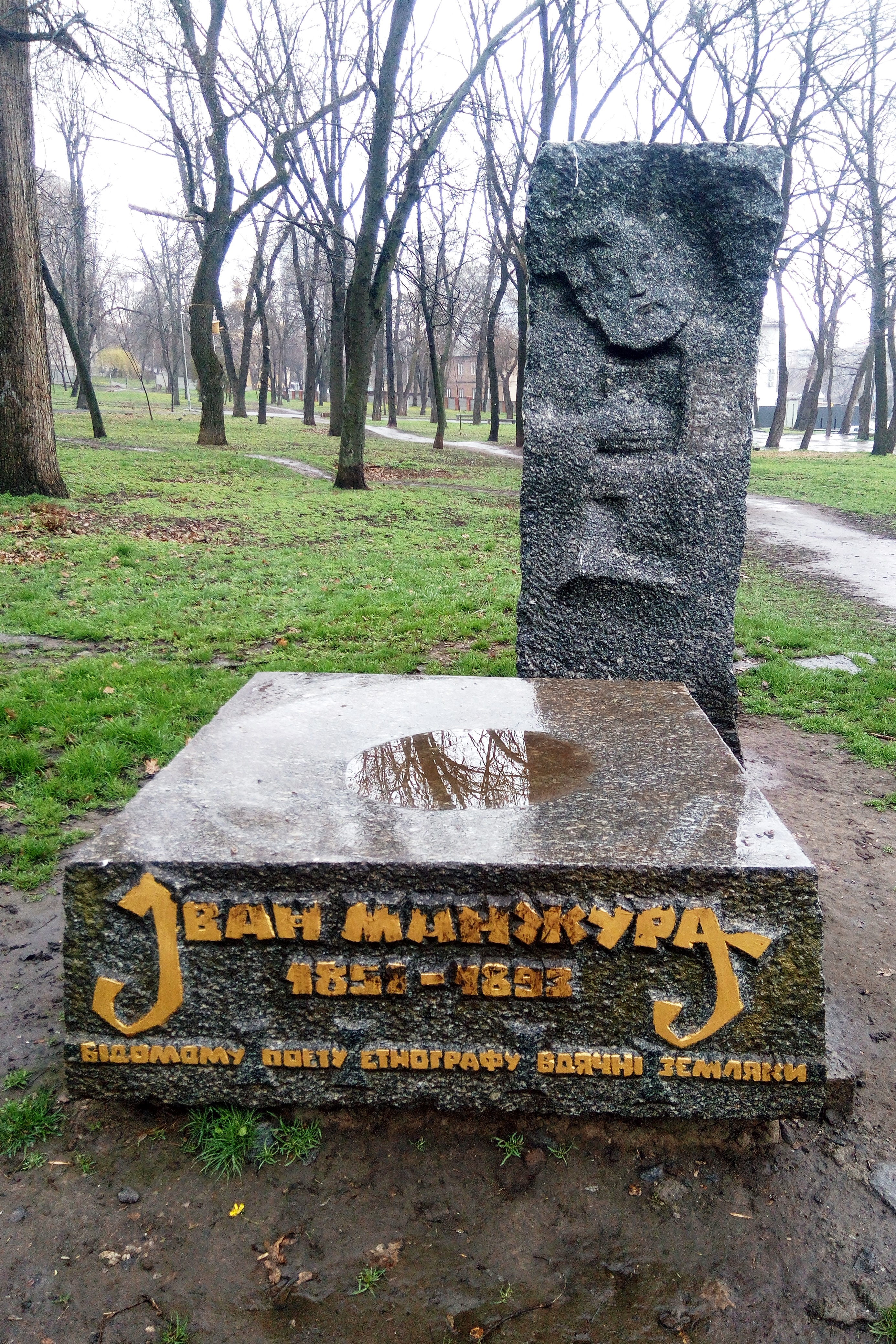
Пам'ятник-кенотаф I. I. Манжурi в Севастопольскому парку в Днiпрi

- Пам'ятник-кенотаф I. I. Манжурi в Севастопольскому парку в ДнiпрiПам'ятник-кенотаф І. І. Манжурі, встановлений 1970 у Севастопольському парку (на території колишнього кладовища, місце обрано довільно).
- Пам'ятна дошка з горельєфом, відкрита 1993 р. на стіні однієї з найстаріших книгарень Катеринослава-Дніпропетровська, яку відвідував І. І. Манжура за свого життя.

## Аудіозаписи
Іван Манжура. "Вранці": https://www.youtube.com/watch?v=7sKX2t1zyiw [Архівовано 7 листопада 2021 у Wayback Machine.]